# شلال وادي نمار (الرياض)

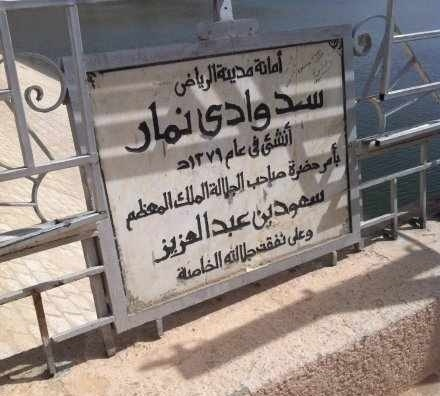

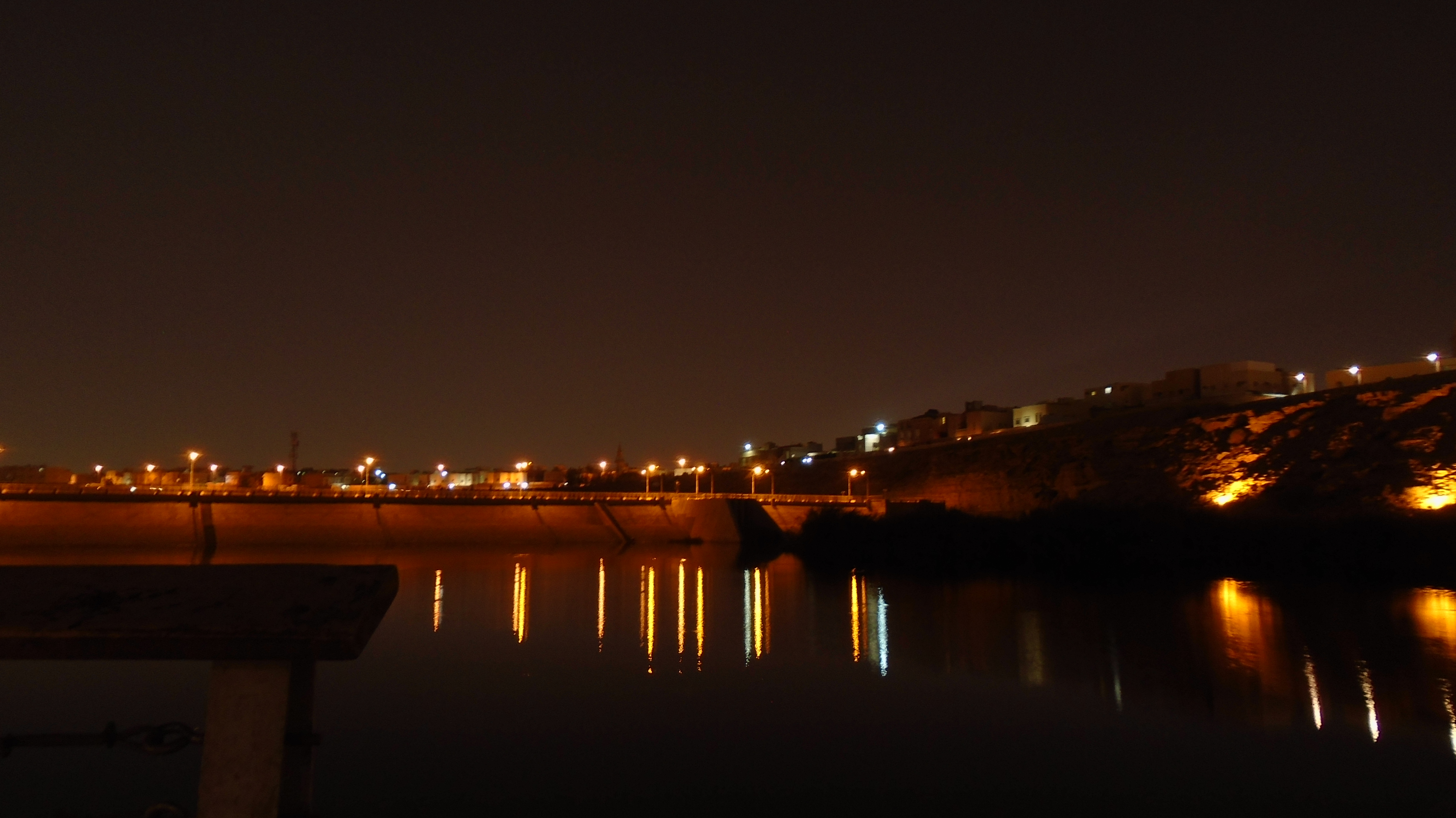
بحيرة وادي نمار

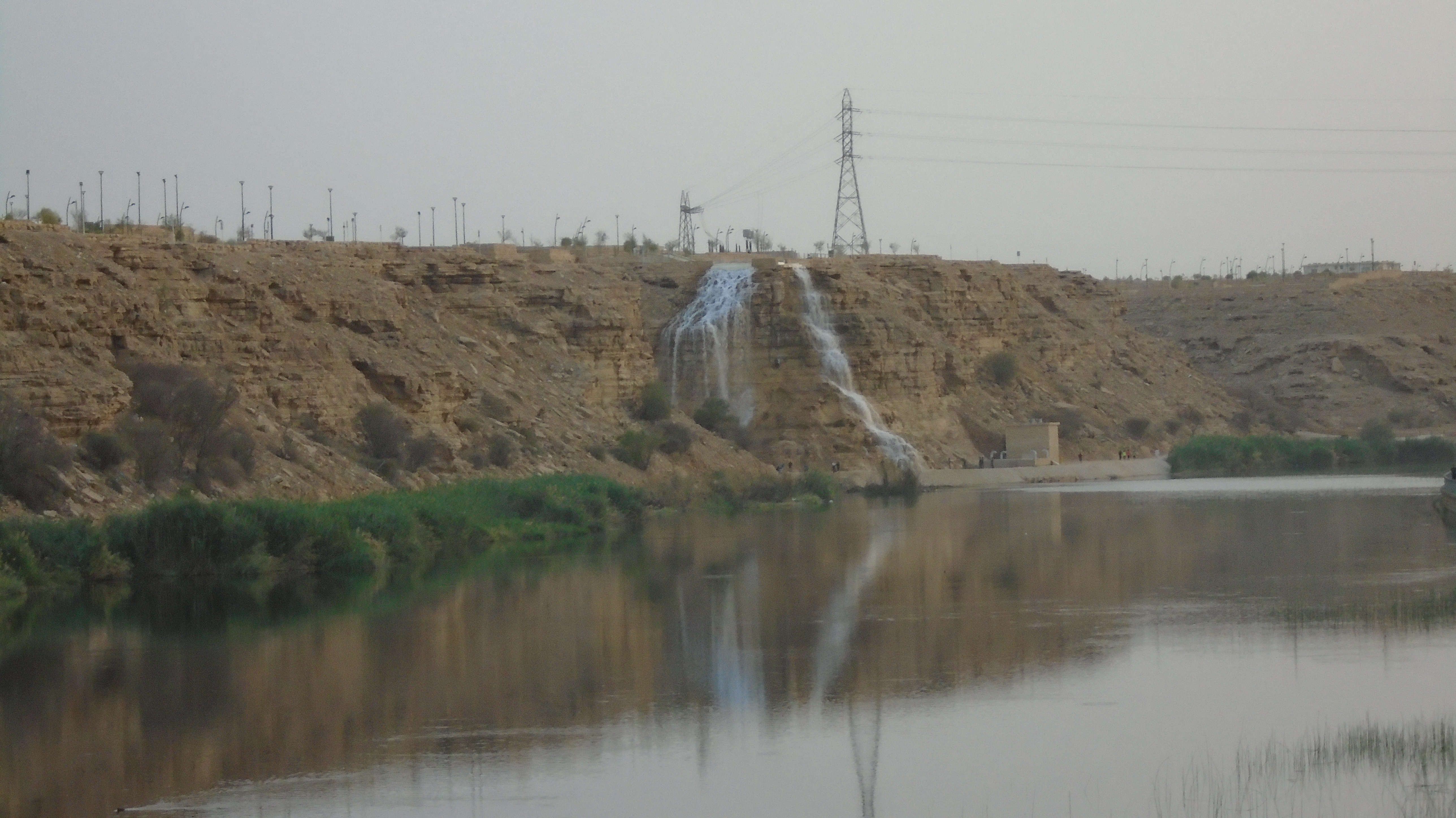

شلال وادي نمار، يقع شلال وادي نمار في جنوب منطقة الرياض ويصب في بحيرة وادي نمار، ويطلق عليها سد وادي نمار، وتصب مياه الشلال من أعالي الوادي نحو بحيرة سد نمار بسعة مياه تبلغ 400 لتر في الثانية.

## أهمية الشلال السياحية
يعتبر شلال وادي نمار من أهم المعالم في مدينة الرياض، وأهم الأماكن السياحية لجذب المتنزهين والسيّاح، فقد عملت الهيئة الملكة لمدينة الرياض بتطوير وتشجير والاهتمام بالوادي ليكون منطقة جذب للسياح في الرياض، وذلك يدل على إهتمام الجهات المختصة بتطوير الخدمات السياحية وجعل الرياض أحد أهم الوجهات السياحية في المملكة العربية السعودية.
كان الهدف يرمي إلى الاهتمام بالبيئة وجعلها مكان سياحي يستقطب السياح والمتنزهين، وبالتالي انطلقت مرحلة الانشاءات والتطوير البيئي في وادي نمار، وقد شمل هذا الاهتمام بناء الشلال والاهتمام بالبحيرة والمنتزه المحيط بالوادي، وقد تم افتتاح منتزه وادي نمار عام ١٤٣١هـ.
ومن مظاهر الاهتمام بالوادي والشلال فقد أطلقت وزارة السياحة حملة لتبقى نظيفة وجعل المنتزه مكان مميز للسياح والوافدين إليه، وذلك يمثل جانبًا من جوانب التعاون الكبير بين الجهات الحكومية 